# Dyschoriste microphylla
Dyschoriste microphylla är en akantusväxtart som beskrevs av Carl Ernst Otto Kuntze. Dyschoriste microphylla ingår i släktet Dyschoriste och familjen akantusväxter. Inga underarter finns listade i Catalogue of Life.